# 麦肯食品
麦肯食品（英語：McCain Foods Limited）是一家加拿大食品公司。是世界上最大的冷冻马铃薯生产商，其产量占据全球四分之一。最大竞争对手是辛普劳和蓝威斯顿。

## 历史

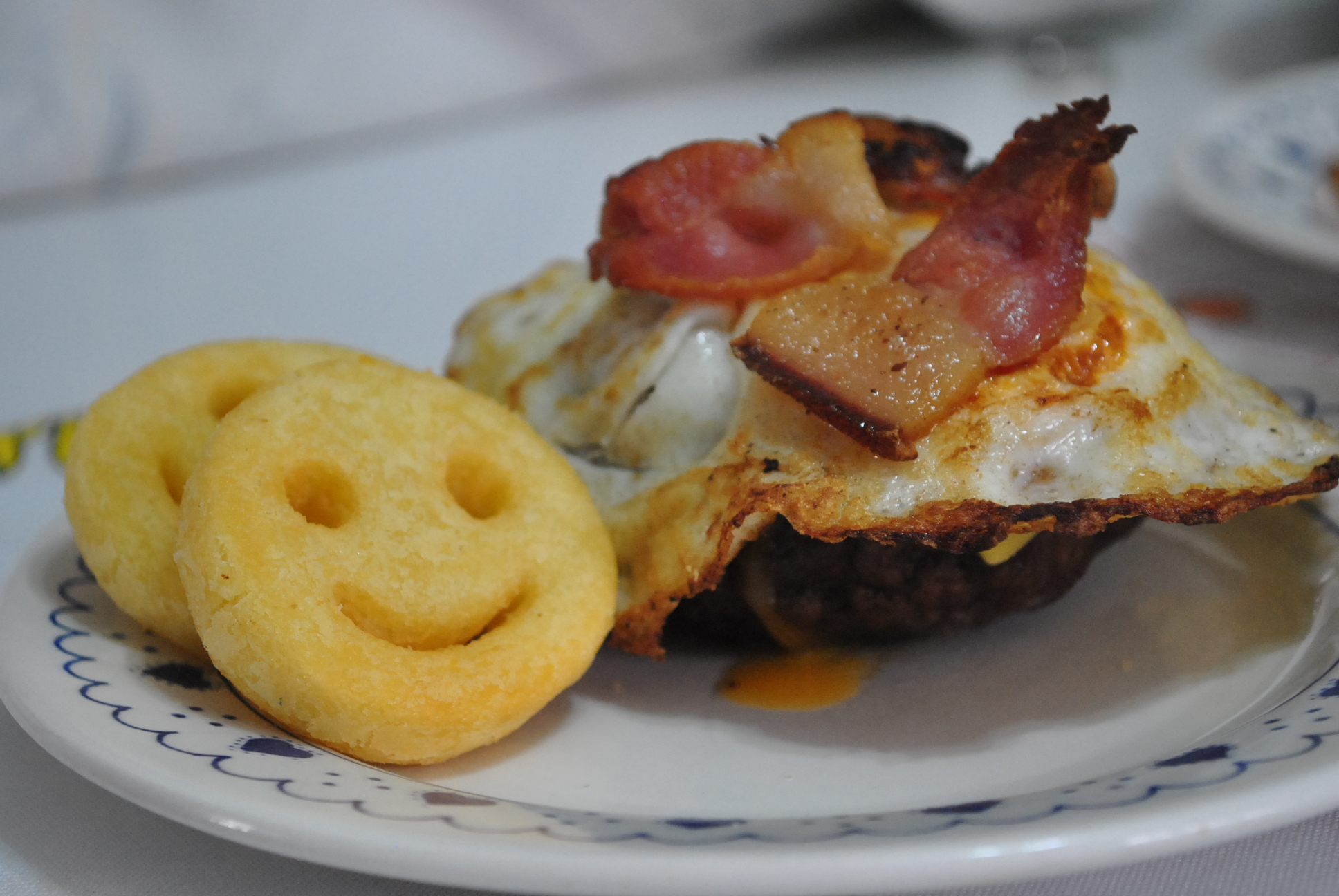
麦肯食品

1957年由一对加拿大麦肯兄弟联合创立，第一年生产就雇佣30名工人，营业额超过15万加元。1970年代至1990年代，公司业务扩展到其他预制食品，包括冷冻披萨和蔬菜。
截至2017年，已经成为全球最大的冷冻马铃薯生产商，在全球拥有超过2万名员工和47家工厂，年销售额超过85亿加元。
根据《环球邮报》统计，基于其2024年收入成为加拿大第19大私人公司。